# 大法師
《驱魔人》是一部1973年的美国恐怖电影，由威廉·弗莱德金导演，并且由威廉·彼得·布拉蒂根据其1971年的同名小說改编而成。此小说是受到1949年罗兰·多伊驱魔事件的启发而撰写的，此事件涉及了一位被恶魔附身的12歲小女孩，求醫罔效後，她的母亲不顾一切的尝试拯救愛女，并由羅馬天主教會请来了两位神父進行这次驱魔工作。
本电影由艾伦·伯丝汀、麥斯·馮·西度、杰森·米勒、李·J·柯布和琳达·布莱尔主演。在1960年代晚期到1970年代中期这段时间，有一系列“附身儿童”电影被创作，《驱魔人》与《魔鬼怪婴》以及《凶兆》都是这一时期的作品。
华纳兄弟于1973年12月26日在美国发行。影片获十项奥斯卡金像奖提名，获奖两项（最佳音效奖和最佳改编剧本奖），同时它也是历史上第一部被提名奥斯卡最佳影片奖的恐怖电影，在最佳影片奖上败给了《骗中骗》。《驱魔人》在当时为票房收入最高的电影之一，上映后全球票房收入超过了4.41亿美金。
本电影对通俗文化（或称流行文化）有着很重要的影响，它曾被《娱乐周刊》，Movies.com，以及美国AMC电视台的观众（于2006年）誉为有史以来最恐怖电影，且在“最佳百大恐怖电影瞬间”中排名第三。在2010年，美国国会图书馆将这部电影收录在了国家电影名册中。

## 剧情
在伊拉克北部的一个考古发掘场，考古学家兰基斯特·梅林神父（马克斯·冯·西多饰）发现埋着的一个銀製的罗马天主教圆形首饰，以及一个精致的石製护身符，护身符的样式是一个恐怖的兽首。
同时，在美國华府的乔治城大学，一位年轻的神職人員戴米恩·卡拉斯神父（杰森·米勒饰）在处理他母亲的失智症的过程中，对他自己的信仰开始产生怀疑了。他的朋友约瑟夫·戴尔神父（威廉·马里饰），尝试给予他建议与安慰。
在乔治城，女演员克丽丝·麦克尼尔（艾伦·伯丝汀饰）正在她的临时居所附近拍摄一部电影，然而在生活中，她却注意到自己的十二岁女儿丽肯（琳达·布莱尔饰）的身上发生了十分怪异的变化，克丽丝一开始以为是愛女進入青春期的缘故，但是经过医生诊断，医生认为麗肯的大脑颞叶发生了病变，所以需要给丽肯进行一系列医疗检测。但是经过X光检测，医生们发现丽肯的大脑没有任何问题，所以他们建议让丽肯去看精神科。克丽丝照做了，可是当精神科医师给丽肯治疗时，麗肯直接把醫師打傷，然後超自然现象不斷：丽肯的床不时猛烈晃动，家中经常出现奇怪的声音，丽肯身上还有许多不能解释的行为开始出现。
一次，电影导演布克·邓宁（杰克·麦克高兰饰）来克丽丝的家中作客后，他被发现死于房子旁边的石阶下，而且死法十分詭異。金德曼中尉（李·柯布饰）开始调查这件事情，并告诉了卡拉斯神父，邓宁导演的尸体被发现时，头颅完全被扭转到后方。金德曼同时也和克丽丝说，当丽肯好轉的时候再回来问相关情况。金德曼走后不久，克丽丝就受到丽肯的攻击，而且脸上也瘀青了。
当无法用任何医学领域范围内的知识，去解释丽肯的病症后，医生们只得推荐克丽丝找神父来给她的女儿进行驱魔仪式。绝望之余，克丽丝知道卡拉斯既是神父，也擁有精神科医师的資格，就向卡拉斯神父询问了驱魔的事。在卡拉斯神父观察丽肯的这一段时间里，丽肯不断自稱是恶魔。卡拉斯起初认为只是精神病，但有一次他录下丽肯嘴中冒出的奇怪语言（后来得知是将倒过来念的英語），而且丽肯的腹部出现了“请帮帮我”的字样，于是他开始相信丽肯的确被恶魔附身了。尽管他仍然有一些疑问，卡拉斯神父还是决定向天主教会申请驱魔仪式的许可。
教会决定让梅林来主持驱魔仪式，因为梅林是一个有经验的驱魔神父，而卡拉斯则在旁辅助。在驱魔过程中，梅林和卡拉斯尝试念誦《聖經》，直接将恶魔驱逐出丽肯的身体。恶魔也不甘示弱，开始咒罵、威胁、嘲弄，並動手傷害神父，恶魔还偽裝成卡拉斯神父的母亲，卡拉斯幾乎崩潰。梅林建议卡拉斯休息片刻，而他自己为自己主持了祈祷仪式，因为他知道自己有可能会在这次驱魔中丧命。
当卡拉斯返回到丽肯的房间的时候，发现驅魔不克的梅林，已经因為心脏病而斷氣，他不断的尝试用心肺复苏术企图拯救梅林，但梅林依然回天乏術，蒙主寵召。丽肯体内的恶魔对梅林的死感到非常得意。卡拉斯被愤怒驱使，扼住了丽肯的喉咙，并强迫恶魔离开丽肯，附到自己身上。恶魔最终照做了，经过激烈的挣扎，卡拉斯重新掌握了自己身体的控制权，纵身跳出了房间的窗户外，并滚下了石阶，打算讓惡魔與自己同歸於盡。
在石阶处，戴尔神父来到现场，对卡拉斯的死感到痛心疾首。丽肯在这之后恢复了正常，而且并不记得在她的身上发生过的靈異故事。克丽丝打算带她的女儿离开乔治城大学，彻底忘记这段不堪回首的往事，她们离开之前，回望了一下華府的故居。

## 演員
| 演員                                     | 角色                                            | 附註 |
| 艾伦·伯斯汀 Ellen Burstyn                | 克莉絲·麥可尼爾 Chris MacNeil                   | 克丽丝由于自己的演艺事业与她的女儿暂住於華府，她是一位慈爱的母亲，支持无神论。当麗肯（克丽丝的女儿）表现出怪异的行为时，克丽丝经历了一场精神上的浩劫。她开始尝试为她的女儿找寻治疗方法，曾经找来了神经外科医生與精神病医生，但是一切医疗手段都没有成效，最终她只得向天主教驱魔师寻求帮助。 |
| 杰森·米勒 Jason Miller                   | 達米安·卡拉斯神父 Father/Dr. Damien Karras S.J. | 戴米恩·卡拉斯既是神父，同时也是一位精神病医师。当他的母亲去世时，他認为自己没有好好照顾失智的母亲，而感到后悔，并向上帝忏悔自己失去了自己的信仰。杰克·尼克尔森原来內定是此角色的演员，但当导演弗莱德金看到米勒在《冠军季节》中的表现后，就将角色给予了米勒。                               |
| 麥斯·馮·西度 Max von Sydow               | 蘭基斯特·梅林神父 Father Lankester Merrin       | 梅林神父同时兼有考古学家的身份。他年長穩重，且是一位安静且有耐心的人。他先前有过主持驱魔仪式的经历，所以他深知面对恶魔需要冒的风险。 |
| 琳達·布萊爾 Linda Blair                  | 麗肯·麥可尼爾 Regan MacNeil                     | 丽肯是克丽丝的12岁女儿，她一直是一个友好外向的人。但当她玩了通灵板之后身上就出现了很多怪异而且极富攻击性的行为，这些行为正是后来被认定为恶魔附身的症状。 |
| 李·J·柯布 Lee J. Cobb                    | 威廉·金德曼探長 Lieutenant William F. Kinderman | 在电影中他是一个调查布克·邓宁死亡事故的警官。由于他的武断和多疑，他认定了丽肯与邓宁之死有所关联，而邓宁的死亡可能也涉及附近教堂渎神之案。 |
| 基蒂·薇恩 Kitty Winn                     | 莎朗·史賓瑟 Sharon Spencer                      | 她是克莉絲的朋友以及个人助理，在电影中她也是麗肯的家庭教师 |
| 杰克·麦克高兰 Jack MacGowran             | 柏克·丹寧斯 Burke Dennings                      | 邓宁在影片中是一个古怪的电影导演，同时他也是克丽丝的一个挚友。在探访丽肯的病情之后，他离奇死亡，由此也导致了警局凶杀组的调查。 |
| 威廉·歐馬利 Father William O'Malley      | 喬瑟夫·戴爾神父 Father Joseph Dyer              | 戴尔神父是卡拉斯神父的一个好友，他在卡拉斯神父的母亲过世后给予了卡拉斯神父帮助。 |
| 巴頓·海曼 Barton Heyman                  | 山謬·克萊醫生 Dr. Samuel Klein                  | 在电影中正是他建议丽肯进行驱魔仪式。 |
| 亞瑟·史托賀 Arthur Storch                | 精神科醫生 the Psychiatrist                     | |
| 提托斯·凡迪斯 Titos Vandis               | 卡拉斯的叔叔 Karras' uncle                      | |
| 艾琳·迪茲 Eileen Dietz                   | 惡魔影像 a face associated with the demon       | 在幻觉和瞬时镜头中出现 |
| 梅賽德絲·麥坎布雷奇 Mercedes McCambridge | 惡魔配音 the voice of the demon                 | 在电影中给Pazuzu（恶魔）配音 |

- 威廉·彼得·布拉蒂在电影中饰演了一个小角色，当克丽丝在希利礼堂前拍电影的时候有他的戏份。当时，他的角色正与导演布克·邓宁就电影技术进行争论。

## 制作

### 现实来源
同名小说《驱魔人》的灵感是来自一场在1949年马里兰州庐城，天主教会為一个年輕男孩举行的驱魔仪式，这场仪式由天主教耶稣会的威廉·波顿神父主持，当时威廉神父曾在圣路易大学以及圣路易高中教学。亨克勒天主教会当时判断男孩的极富攻击性的行为是由于恶魔附身导致的，所以当时就派遣沃尔特·哈洛伦神父准备一场驱魔仪式。直到2005年去世，哈洛伦神父一直宣称他从未看到男孩表现出任何像电影中记录的那些超自然现象，比如怪异语言，声调变化，对圣洁事物的抵触，不寻常的力量，不明呕吐物与排尿，或者是身上出现不寻常的标记。

### 选角
尽管布莱尔的经纪人并没有为她竞选这个角色，但布莱尔的母亲带她去了华纳兄弟公司的试镜部并见了弗莱德金。当时帕米莲·佛丁也是候选人之一，她是一个经验丰富的科幻电影和超自然剧的演员，但制片人觉得她有些太过于出名了。丹妮丝·尼克森也曾经被考虑过，她曾在《歡樂糖果屋》中饰演过莉特·比尔盖得，但是她的父母最终由于电影题材与内容的原因未能允许她的参与。阿妮莎·琼斯也来试镜丽肯的角色，她曾在《家庭事务》中饰演过巴菲，但她和佛丁一样都因太过于出名而被拒绝。最终，角色落到了布莱尔的头上，一个相对来说并不出名的女孩，以前仅仅在《如今世道》中出演过。
制片厂曾想让马龙·白兰度来饰演兰基斯特·梅林神父的角色，但弗莱德金马上否决了这个想法，因为他认为这么做会让这个影片变成“白兰度电影”，人们会因为被演员吸引而忽略了电影本身。杰克·尼克森在斯泰西·基彻被布拉蒂雇用前就已经准备好饰演卡拉斯神父了。弗莱德金后来又在纽约通过《冠军季节》发现了米勒。尽管米勒以前从未演过任何电影，但是基彻的合同被华纳强行买断终止，然后米勒开始加入剧组。
简·方达和莎莉·麦克琳被制片方找到出演克丽丝的角色，但两人都拒绝了出演电影，后来制片方又找了奥黛丽·赫本，但她说只有在罗马进行拍摄她才会同意接下角色。安妮·班克罗夫特也曾被考虑，但是因为她当时在孕期，所以也没有成功接下角色。最终伯丝汀接到了这个角色。
弗莱德金最初打算直接用布莱尔的声音，通过电子处理加深与加粗，来作为恶魔的声音。尽管弗莱德金感觉在某些场合这个方案可行，但是他感觉在恶魔与两位神父对抗的场景，这个方案欠缺了一点戏剧化的感觉，所以他决定让梅赛德斯·麦坎布里奇，风靡一时的广播主持人，同时也是很有经验的配音演员，来担任恶魔声音的饰演者。在拍完电影之后，华纳兄弟尝试隐藏麦坎布里奇的参与，这使得麦坎布里奇起诉了华纳兄弟，而且使得麦坎布里奇和弗莱德金之间有了无法愈合的分歧。

### 拍摄与导演
华纳兄弟曾找过亚瑟·佩恩（在耶鲁大学教学），彼得·博格丹诺维奇（曾想从事其他项目，随后对自己的决定感到后悔），米克·尼高斯（不想参与到依赖一个孩子的演技的电影中来），和约翰·保曼（第二部电影的导演）。其中约翰说他不想导演这一部电影的原因是这部电影对孩子来说太过于“残酷”。最初马克·赖德被聘请来导演此电影，但是布拉蒂却一直坚持想要让弗莱德金导演，因为他像让他的电影想弗莱德金以前导演过的电影《法国贩毒网》一样很有活力。最初电影制片厂拒绝让步，想要让赖德导演，僵持了一段时间之后，布拉蒂最终还是获取了导演的职位。斯坦利·库布里克曾被提议为这部影片的导演，但被他拒绝。
《驱魔人》的录制开始于1972年8月14日，尽管预期完整录制只需85天，但实际拍摄却花了224天。
弗莱德金对获得他想要的效果有着非凡的优势，这让人联想到了D. W. 格里菲斯对演员们的操控能力。由于在日常工作的拍摄中，经常会有及其激烈的情节，布莱尔和伯丝汀经受着背痛的困扰，在影片之中也能听到她们由于痛苦而发出的呻吟。伯丝汀后来汇报说，有一个场景是丽肯摑了她母亲一耳光，在拍摄现场一个特技演员用绳索将她拉起并落下，她的尾椎骨直接着地导致她得了永久性背部伤痛。弗莱德金曾经在片场询问威廉马里教士是否相信他，在得到了肯定的回答后，他扇了威廉教士一耳光，以此来渲染后来场景中戴尔神父给卡拉斯神父宣读临终祈祷的庄严气氛，这一行为当时令很多在片场的天主教徒感到气愤。他还在未警告片场中任何人的情况下开了一枪为了使杰森米勒能产生真实的被惊吓的效果。同时，他也曾经告诉米勒豌豆汤会击中他的胸口，可实际上在喷射呕吐物的场景中，豌豆汤直接喷到了他的脸上，这一切都是为了营造真实的恶心反应。还有，为了在镜头中能看到真实的呼气，他在丽肯的房间安装了一台制冷机，这样一来，所有工作组成员都需要穿好皮大衣和防寒设备。

### 音乐
拉洛·希福林的配乐作品曾经被弗莱德金拒绝。希福林曾经为电影预告片制作了六分钟左右的音乐，但是观众们普遍反映他的音乐中视觉和听觉的结合实在过于恐怖。华纳兄弟的高層告诉弗莱德金，让他转告希福林用一些更温和的音乐，但弗莱德金并没有转达这条消息。
在他1977年的电影《千驚萬險》的配乐说明中，弗莱德金说他曾经听过橘梦乐团的音乐，并想让他们来为《驱魔人》进行配乐。然而，取而代之的是，他最后使用了现代化的古典音乐作品，包括1971年波兰作曲家克里斯托弗·彭德雷斯基大提琴协奏曲的片段，以及杰克·尼采的一些原创音乐，但只有在场景变换的时候才能听到尼采的音乐。2000年的“你未见过的版本”中还使用了史蒂夫·博德克的原创音乐以及莱丝·巴克斯特的一小段原音乐。
原版配乐LP仅仅被发布过一次，且CD是很稀有很昂贵的日本进口货。此CD变的很著名，因为它是在电影发布以后同时包含迈克奥德菲尔德管钟琴雪天使圆舞曲和乔治克朗布黑天使弦乐四重奏中的电子虫之夜乐章的唯一一张专辑。
当卡拉斯神父离开他母亲的房子时，广播中正在播放由吉亚尼斯·卡拉基斯演唱的希腊音乐“Paramythaki mou”（我的童话）。作词家拉夫特里斯·帕帕多普洛斯承认说他在经济困难的时期过后几年，他为这首歌的知识产权索取了赔偿金。

### 拍摄地点
《驱魔人》拍摄于华盛顿特區的乔治城。
电影的开始场景是在伊拉克的一个城市——新加尔拍摄的，新加尔市临近叙利亚的边境。大多数新加尔市民都是古耶西迪派的库尔德人，他们非常敬畏Melek Taus。外来者一般都将Melek Taus与恶魔等同起来，而实际上它和伊斯兰教和基督教口中的撒旦恶魔有着本质上的区别。在电影片头的考古现场正是真正的尼尼微城的哈特拉古遗迹。
在影片最后，乔治城的M街旁的石阶被称为“驱魔石阶”。在电影中，卡拉斯神父之死的场景中，这个石阶被半英寸厚的橡胶覆盖。特技演员在这个场景从石阶滚下去两次。之前乔治城大学的学生在这个场景处向每个想站在屋顶参观特技演员表演的人收取大约5美金，現已開放讓所有人免費參觀。
麦克尼尔住宅内部的场景是在曼哈顿的CECO演播室拍摄的。在卧室的场景中，片场有制冷机来降温，以此来营造真实的寒冷气氛。这样在驱魔现场，演员冰冷的呼吸使场景看起来更真实。而卧室的场景和很多其他的场景都是在纽约的福德汉姆大学的地下室拍摄的。当时拍摄现场的温度非常低以至于有一天早晨一层薄雪落到了片场的地上。布莱尔在拍摄卧室场景时仅仅穿了一条薄薄的睡衣，她说当时她很难忍受这样寒冷的条件。麦克尼尔住宅的外景是在36号街上拍摄的，取景是在华盛顿，当时在家和石阶之间还设置了一堵假墙。事实上，无论在当时还是现在，石阶和房子之间的路堤旁一直都有一个花园。
在乔治城卡拉斯神父家的内景，是根据宗教学教授托马斯·金神父家的耶稣教士式的正北堂屋精心设置的。制片组拜访了布拉蒂（乔治城的研究生）和弗莱德金之后去了金神父的屋中取景。回到纽约之后，金神父屋中的所有部分，包括海报、书籍等等都被设计好并在片场实现。其中的一张海报就是梅林神父角色的来源——古生物学者皮耶尔。制片方每天会支付1000美金的拍摄费给乔治城，费用包括外景（比如伯斯泰因的第一个场景和希利礼堂的石阶）和内景（比如达格瑞教堂亵渎圣母玛利亚事件和天主教总教的屋子，其中天主教总教的屋子其实是大学的校长办公室）。其中的一个场景是在墓地里拍摄的。

## 当地传说与现场事件
很多电影的参与者都说这部电影被诅咒了。布拉蒂在影片中声明说，在拍摄过程中曾出现过一些奇怪的事件。女主角伯丝汀也在她的2006年自传《Lessons in Becoming Myself》中表示有些传言是真实的。由于在拍摄现场曾经发生过一次火灾，麦克尼尔住宅的内景（除了丽肯的卧室）需要重新整修，而且还因此耽误了前期制作。弗莱德金声明说在片场请过很多次牧师来保佑与祝福片场。在纽约录制碰到了许多困难之后，布拉蒂在从劳因格图书馆石阶下到37街拍摄的第一天，就向金神父请求为华盛顿全体剧组祈祷。这件事在2009年金神父的华盛顿邮报的讣告中被叙述过。当时在拍摄十字架自残场景的时候，布莱尔的角色攻击了艾伦伯丝汀的角色，且将她甩开到地上，在此场景，因为剧组人员拉伯丝汀的时候用力过猛而导致伯丝汀受伤。后来，剧组将伯丝汀送到脊椎按摩师处，幸运的是，在伯丝汀的采访中，我们了解到当时并没有留下永久性损伤。当拍摄到丽肯被恶魔附身而猛烈摇摆的场景时，布莱尔的金属绳装置松了，这也使得她的背部受伤。而布克邓宁的演员（爱尔兰人）杰克麦克高兰在拍摄完他的角色之后因为流感而死亡。

## 后备版本和未删节版本
曾经有很多版本的《驱魔人》被发布：如在1979年的剧本再发行为70毫米，当时裁剪比例从不太正确的2.20:1恢复到了1.75:1，这样使得可以充分利用荧幕宽的条件。这也是第一次将音效混音为六音道的杜比系统立体声，基本上所有的版本都使用了这个配乐。
在TV-PG和TV-14规定的网路版本中，被亵渎形象的圣母玛利亚雕像的镜头被保留了下来。在TV-14版本中，这个镜头停留的时间比TV-PG版本长了几秒钟。在原版电视影片中，这个镜头被删减，被替换成为一个脸被砸碎的圣母雕像，而没有其他的污秽情节。
电影的DVD在25周年纪念的时候被发布，它保留了原始的戏剧化结尾，同时也在结尾之后包含了戴尔和金德曼的特别收录（与“未见过的版本”中不同，这部分有戴尔和金德曼的出演但是却删除了卡萨布兰卡市的部分）。在DVD特别版中，在制作《驱魔人》的同时还加入了一段75分钟的纪录片，被命名为“神之敬畏”（PAL在发布的时候这段被剪辑为52分钟的版本）。这段纪录片包含了试镜镜头和一些其他的被删节镜头。《驱魔人：完整选集》于2006年10月发布，此DVD系列包含了《驱魔人》电影的原始版本，扩展版本，《驱魔人：你未见过的版本》，琳达·布莱尔结局，《驱魔人2：异教徒》，原定三部曲的结局：《驱魔人3》，以及2部不同的前传：《驱魔人：开端》和《主权：驱魔人前传》。摩根克里克，《驱魔人》系列经销权的持有人，现在正在商讨发行有线电视布拉蒂微小说系列，这个系列是原版电影的基础。

### 蜘蛛行走镜头
軟术演员Linda R. Hager在1973年4月11日表演了邪恶的“蜘蛛行走”镜头。Friedkin导演在1973年12月26日首演之前删除了这个场景，理由是悬吊Hager保持向后弓身姿势下楼的线可以被看到从而显得技术不成熟。Friedkin说：“我裁剪了这段是因为这个镜头不像其他的那么有效果，我只能在下一次发行影片的时候借助计算机绘图来完成这个场景。”此外，Friedkin认为蜘蛛行走镜头在电影情节中出现太早，尽管编剧William Peter Blatty建议保留，他还是删去了这段。在书中，蜘蛛行走很安静，Regan跟随Sharon到处走并且不经意间舔到她的脚踝。这是个关键事件向Chris说明Regan是被附体而并非精神疾病。
在1998年，华纳重新发行了數位修復的《驱魔人》DVD，25周年特别版。DVD包含了BBC纪录片《上帝的恐惧：驱魔人的制作》（The Fear of God: The Making of The Exorcist），展示出了从未出现的不流血的蜘蛛行走镜头。
为了满足驱魔人的电影编剧和一些影迷，Friedkin与CGI艺术家合作以數位技術移除固定Hager的线。在2000重发的剧场版《驱魔人：你未見過的版本》（The Exorcist: The Version You've Never Seen）中，导演恢复了蜘蛛行走的流血场面。
在2010年10月，华纳发行了《驱魔人（加长剧场版）》的蓝光光碟，包含了蜘蛛行走场面的幕后拍摄花絮。

## 续集和相关电影

### 续集
在电影成功后，剽窃电影和驱魔人授权的续集开始出现。John Boorman的《驱魔人续集》在1977年发行，在Regan经历折磨后的第四年重访了她。情节关注了对Merrin在第一部中为Regan驱魔的合法性的研究。在倒叙中，我们可以看到Regan给了Merrin致命的最后一击，以及多面前在非洲为名为Kokumo的男孩驱魔的场景。电影被严厉批评，导演John Boorman在首演后重编了影片。两个版本录像均被发行，删减版是VHS而未删减版是DVD及蓝光光碟。
《驱魔人3》在1990年出现，由Blatty根据自己1983年的小说《Legion》改編、导演而成。跳出《驱魔人续集》的情节，这本书延续了Karras的故事。根据之前《第九形态》的阵容，Blatty将第一部中的小角色Kinderman调整为主要角色。尽管Karras和Kinderman角色在第一部对谋杀案的调查中才变成熟人并且Kinderman表达了对Karras的喜爱，在《驱魔人3》中Blatty使得Kinderman视Karras为最好的朋友。
一个前传甚至在2004年发行之前就引起了关注和争议，它经历了一系列的导演和手稿的变动，这样的两个版本终于发行了。John Frankenheimer最初被选为影片导演，但在影片开拍后由于健康问题退出了。一个月后他去世了。Paul Schrader代替了他。在完成时制片厂反对了Schrader的版本，原因是过于迟缓。
于是Renny Harlin被任命为导演。Harlin应用了Schrader的一些镜头，但拍摄使用了新的素材制作了一个更传统的恐怖电影。Harlin的新版本《驱魔人前传》被发行，但并不很被认可。在Schrader原版本之后9个月，重命名的《支配：驱魔人前传》发行了少量的剧场版。它得到了稍好些，但依然多数为负面的评价。两个电影目前都有DVD。像《驱魔人续集》一样，两个电影都在原来故事基础上有了显著变化。这些电影的情节关注Merrin神父在非洲作为一名年轻神父时的一次驱魔。这次驱魔在第一部中被提及，在第一部续集中以倒序形式展现，尽管两部电影情节相似，他们都偏离了原版故事，并不终于早期原作。
在2009年11月，Blatty宣布计划导演一集《驱魔人》的迷你系列。
一个为电视制作的电影，《附身》（基于Thomas B. Allen的同名书籍），在2000年10月22日播出，由Steven E. de Souza导演，de Souza和Michael Lazarou编剧。电影声称讲述Blatty写作《驱魔人》的灵感以及挑选主演鐵摩·達頓，亨利·科澤尼和基斯杜化·龐馬的缘由。
Blatty导演了《第九形态》，是一部基于精神疾病的越战前剧。它于1980年发行，基于Blatty的同名小说。尽管它与《驱魔人》的格调有明显反差，Blatty将《形态》视为真正续集。主角是Chris聚会上的宇航员，Lt. Cutshaw。

### 其他电影
《驱魔人》的成功激发了世界范围内一系列的与附体相关的电影。第一部是《嚇破胆》，一个1974年的意大利电影，其中Juliet Mills作为一个被恶魔附身的女人。一年后电影在美国出现。也是在1974年，土耳其电影《Şeytan》（土耳其语撒旦，原电影也用了同样的名字），是一个几乎处处翻新的原版。同年在德国，驱魔主题电影《Magdalena》, vom Teufel besessen发行。1975年，英国发行了《借胎殺人》，剧中瓊·考琳絲作为一名脱衣舞表演者生下了一个恶魔附身的孩子。
与此相似，一个黑人电影《艾比》在1974年发行。电影《Şeytan》和《Magdalena》, vom Teufel besessen都面临各自的版权问题，《艾比》的制作者被华纳起诉，在收到400万美元票房后被从影院移除。

### 其他参考
《驱魔人》在《超自然檔案》中的一个参考片段是一个恶魔附身的情节。这段情节中Linda Blair作为侦探出现，主角Dean Winchester发现她的性格与之相似并表显出了奇怪的和豌豆汤欲望。
在《夜行天使：末路情迷》（Angel: Earthly Possessions），一个基于电视系列《夜行天使》的副产品漫画故事中，主角Angel发现自己面对一个驱魔神父，发现神父在驱魔之前召唤恶魔。他还指出在《驱魔人》电影中制作的附身景象是的恶魔更容易附身，使人们更加不知对附身该有何种期望。

### 家庭录像
在1998年发行了限量版套装，只有5000份，但在互联网上有拷贝。有两个版本：特制VHS版和特制DVD版。二者唯一差别是录制格式。
在一次关于DVD的采访中，弗莱德金提及他计划在2008年12月2日开始录制蓝光版《驱魔人》。这个版本有一个修改，包含1973年的剧场版和2000年的“你所未见版”。此版本于2010年10月5日发行。

## 反响
在1973年12月26日上映时，这部电影受到了影评员的不同评论，有说「经典」的，也有说「没有价值」的。Stanley Kauffmann在《新共和》杂志中写道，“这是我这几年来看过的最恐怖的电影——这几年我看过的唯一一部恐怖电影……如果你想要恐怖的话——当画面向前推移时，我找到了它，那就是我想要的——驱魔人会把你吓个半死"。《综艺》杂志指出，这部电影是“一个讲超自然恐怖故事的专家……一连串的高潮冲击着感官，还有纯正恐怖电影的智慧。”在《Castle of Frankenstein》中，喬·丹堤称其为“一部令人惊奇的电影，一部注定至少成为恐怖经典。导演Friedkin的电影将会极度地让观众不安，尤其是对那些更敏感的人还有那些尝试像电影里那样生活的人……只说这一句就够了，以前从未在荧幕上有这样的电影。”
但是，Vincent Canby在《纽约时报》上发文批评驱魔人是“一堆优雅的术士的废话……一部几乎不可能让你坐那么久的电影……它刷新了荒谬特效的下限……”。Andrew Sarris抱怨“Friedkin的最大弱点是他没有能力提供足够的有关角色的视觉信息……整部电影的解释就是一长串叽叽喳喳的闲谈和忽略的名字……驱魔人在一种程度上作为痛苦的娱乐成功了，但在另一方面，更深层的，这完全是一部罪恶的电影。”喬恩·蘭多在《滾石雜誌》上认为这部电影只是一部宗教的色情片，以西席·地密爾的角度说是最庸俗的次品（缺少绅士的智慧和讲故事的能力）……作家James K. Morror在相似的方面也不喜欢这部电影：
“从第一个画面到最后，驱魔人展现了软弱的摩尼教信徒對启蒙运动的攻擊，处处都是这样。我们在一旁感受着黑暗的压迫：穿实验服的找不到线索的内科医生被他们盲目的唯物論束缚，用各种医疗器械折磨着一个被恶魔附身的小女孩……这部电影最使我激怒的是Blatty和Friedkin对于邪恶毫无想象力的定位。邪恶现象的根本许多人类学家都难以阐释，在驱魔人中却狭义地将其定位至一件事：性行为。在他们眼中人类生殖器是下流、污秽的。这些猥亵的台词丝毫没有展示Pazuzu在历史和社会角度的邪恶，没有表现其引发的其他邪恶：战争、蓄奴、厌女、反犹、反同性戀、恋童癖……难道这代表着在某个时期天主教能容忍这六种行为？影片中的尽管妻子不再喜欢和他看电影，发现了吗？驱魔人没有针对世俗理性，它面对的是那些相信可以为色情找到救赎的人。”
这几年中，《驱魔人》的声誉增长得很多。电影当前在爛番茄网站有85％的“认证的新鲜”支持率，基于网站收集的47篇回顾。有些影评员认为它是永远最好最有效果的恐怖电影之一。《Chicago Tribune》影评员Gene Siskel把它放在那年上映电影的前五名。但是，这部电影也有贬低者，包括批评其情节构造混乱、因循守旧、过分做作的Kim Newman，作家James Baldwin在他的篇幅很长的文章《The Devil Finds Work》中有一个更进一步的负面评价。导演馬田·史高西斯把《驱魔人》一直放在他列出的11部最恐怖电影列表中。2008年，这部电影被《帝国杂志》选为“500部历史上最伟大的电影”之一。它也被《纽约时报》放在一个相似的1000部电影的列表中。

### 票房
这部电影1973年发行剧场版时在美国国内取得了6630万美元的票房，成为了年度第二受欢迎的电影（名列《老千計狀元才》之后）。在几次重新发行之后，影片在北美共收入了232,671,011美元，根据通货膨胀调整后，是史上第九高票房以及R级电影史上第一高票房。到目前，全世界范围内总收入达到441,071,011美元。

### 英国反响
在英国，这部电影被归入在20世纪80年代的“恐怖电影”现象中。尽管在1981年它未经删减地被制成家庭录像，但是这先于1984年出台的录像法案。当法案生效后，华纳兄弟鉴于“恐怖电影”恐慌决定不将其提交至英國電影分級委員會（BBFC）评级。BBFC禁止了这部影片成为了广为流传的神话，但事实上并非如此，《驱魔人》也未出现在官方的“恐怖电影”名单中。

### 特效和观众感觉
《驱魔人》包含许多特效，是由化妆师Dick Smith设计的。当Roger Ebert赞扬这部电影时，他认为这些特效不同寻常，他写道，“这部电影评级是R而不是X实在令人惊讶”。电影院中甚至准备了“《驱魔人》呕吐袋”。由于Blair收到死亡威胁，影片发行6个月华纳雇佣了保镖保护她。

## 荣誉

### 奥斯卡金像奖
《驱魔人》于1973年共获得奥斯卡金像奖十项提名。这也是恐怖电影第一次获得最佳影片提名。在第46届奥斯卡颁奖典礼上，《驱魔人》获奖两项（最佳改编剧本奖和最佳音效奖）。
影片共获得如下奖项提名（加粗字体为获奖奖项）
- Academy Award for Writing Adapted Screenplay 最佳改編劇本獎 – William Peter Blatty
- Academy Award for Best Sound 最佳音效獎– Robert Knudson 和 Chris Newman
- Academy Award for Best Picture 最佳影片 – William Peter Blatty and Noel Marshall
- Academy Award for Best Actress 最佳女主角 – Ellen Burstyn
- Academy Award for Best Supporting Actor 最佳男配角 – Jason Miller
- Academy Award for Best Supporting Actress 最佳女配角 – Linda Blair
- Academy Award for Best Director 最佳导演 – William Friedkin
- Academy Award for Best Cinematography 最佳摄影 – Owen Roizman
- Academy Award for Best Film Editing 最佳剪辑– Norman Gay
- Academy Award for Best Art Direction 最佳艺术指导 – Bill Malley and Jerry Wunderlich

### 金球奖
《驱魔人》在1973年共获得金球奖全部七项提名。在第31届金球奖颁奖晚会上，本片获奖四项：
- Golden Globe Award for Best Motion Picture 最佳剧情片 – Drama
- Golden Globe Award for Best Director 最佳导演 – William Friedkin
- Golden Globe Award for Best Supporting Actress 最佳女配角 – Motion Picture – Linda Blair
- Golden Globe Award for Best Screenplay 最佳编剧 – William Peter Blatty

本片获得的另外三项提名：
- Golden Globe Award for Best Actress 最佳女主角 – Motion Picture Drama – Ellen Burstyn
- Golden Globe Award for Best Supporting Actor 最佳男配角 – Motion Picture – Max von Sydow
- Golden Globe Award for New Star of the Year 年度新星 – Actress – Linda Blair

### 国家图书馆
- 2010年被国家影片登记部收藏于国会图书馆

### 美国电影协会榜单
- AFI's 100 Years...100 Movies AFI百年百大电影 – 提名[49]
- AFI's 100 Years...100 Thrills AFI百年百大惊悚电影 – 第三位
- AFI's 100 Years...100 Heroes and Villains: Regan MacNeil – AFI百年百大英雄与反派 - 反派 - Regan MacNeil - 第九位
- AFI's 100 Years...100 Movie AFI百年百大电影台词 – "What an excellent day for an exorcism." [50]
- AFI's 100 Years...100 Movies (10th Anniversary Edition) AFI百年百大电影（十周年纪念版）– 提名[51]

## 文化内涵
《驱魔人》作为恐怖片的杰出代表在电影史上取得了巨大的成功。同时，影片蕴含着超出电影本身的深刻社会文化内涵。
20世纪60年代开始，以披頭四樂團为代表的抨击传统的流行文化开始在西方盛行，并对整个社会的思潮产生了不可忽视的巨大影响。从此，人们开始怀疑基督教所宣扬的传统价值观，甚至怀疑宗教本身。“上帝死了吗？”这样的问题又一次被人们广泛提及。20世纪60年代末到70年代初，各种社会冲突与负面事件频繁发生。1965年，洛杉矶瓦茨区爆发了震动美国黑人骚乱；美国在越南战争的泥潭中越陷越深，不断增加的伤亡数字已越来越令人麻木；1967年夏天从旧金山开始席卷全美，宣传嬉皮士文化和个性解放的“爱之盛夏”运动对于和平和关爱的呼唤迅速滑落为犬儒主义，过度追求精神解放和不确定现实之间的冲突反而使得毒品、犯罪和精神疾病不断能加；1968年，马丁路德金被刺，各种冲突犯罪不断发生；1972年水门事件爆发，总统陷入政治丑闻。这几年间，美国像是经历着一场噩梦，整个社会似乎像是在被恶魔所控制。
在“美国梦”中，无论是在物质还是精神方面，人类社会都能不断接近完美，而20世纪60年代末到70年代初的社会现实让越来越多的人对此失去了信心。对美国政治、军事、经济等方方面面的怀疑导致了社会的文化恐慌，与其形成鲜明对立的固有的道德观念开始被遗弃，人们开始越发怀疑上帝的存在。这种思潮被那一时期的音乐人和电影人反映在了作品中，就产生了《驱魔人》这类主题的电影。
《驱魔人》最令人感到恐怖的一点是人们对于这种超自然的恶魔附体似乎无能为力。面对真实生活中的犯罪案件人们可以求助于警方，而影片中的恶魔附体令人们几乎完全无法抵御。电影是虚构的，但它激发了人们深藏在潜意识中对于真实生活类似事件的恐惧。
面对危机，人们面对着科学还是宗教的选择。在现代医学对于小女孩的诡异以至于恐怖的症状完全无能为力的情况下，母亲只求助于自己原本并不信任的宗教仪式。影片做出的这种选择，反映了那个时代人们对于现代科学，特别是科技快速发展的同时人们的精神世界日益空虚的反思。突出精神与信仰的重要力量，是影片想要传达的一个重要主题。
本片最早的观众往往在被恐怖情节所震慑之后，对影片的主题做出邪恶战胜正义的消极理解，其实这是对本片主旨的一种误读。随着影片的情节进入高潮，神父与恶魔的斗争越发残酷，梅林神父的死让观众更加恐惧——恶魔是否会一直疯狂下去？所谓的代表正义的上帝能否还在庇护着他的信徒？
最终，人们赢了，正义的精神力量赢了。在卡拉斯神父诱使恶魔离开小女孩而进入自己的身体的时刻，一种几乎超人的力量使得神父短时间内控制住了自己的身体并跳出窗外，与恶魔同归于尽。正如耶稣之死，卡拉斯神父这种自我牺牲的壮举拯救了小女孩，也拯救了自己的灵魂。小女孩恢复了正常，母女二人告别过去的记忆开始了新的生活，影片的结局向人们传达了一个积极的信息——恶魔纵然疯狂，在与其的斗争中有人会受苦，有人会牺牲，但恶魔并不会永远控制人们，驱魔人获得了最终的胜利。
上帝真的存在，上帝仍然在关爱着世间，庇护着正义。通过精神力量的胜利，《驱魔人》回答了“上帝死了么？”这个问题，有人认为这宣告了一种叛逆思潮的结束。邪恶不会最终获胜，人类可以掌控社会的发展进步，可以让世界充满善良和正义。相信道德与精神，相信人间的至善，这就是影片最为重要的积极主题。

## 外部連結
- 官方网站
- 互联网电影数据库（IMDb）上《The Exorcist》的资料（英文）
- AllMovie上《The Exorcist》的资料（英文）
- Box Office Mojo上《The Exorcist》的資料（英文）
- 豆瓣电影上《The Exorcist》的資料 （简体中文）
- 爛番茄上《The Exorcist》的資料（英文）
- Metacritic上《The Exorcist》的資料（英文）
- The Haunted Boy of Cottage City: The Cold Hard Facts Behind the Story that Inspired The Exorcist, by Mark Opsasnick（页面存档备份，存于）
- Jason Miller Remembers The Exorcist